# Liste der Biografien/Guh
Liste der Biografien |
Portal Biografien |
Personensuche
# |
A |
B |
C |
D |
E |
F |
G |
H |
I |
J |
K |
L |
M |
N |
O |
P |
Q |
R |
S |
T |
U |
V |
W |
X |
Y |
Z |
?
 
Ga |
Gb |
Gc |
Gd |
Ge |
Gf |
Gh |
Gi |
Gj |
Gk |
Gl |
Gm |
Gn |
Go |
Gp |
Gq |
Gr |
Gs |
Gu |
Gv |
Gw |
Gy |
Gz
 
Gua |
Gub |
Guc |
Gud |
Gue |
Guf |
Gug |
Guh |
Gui |
Guj |
Guk |
Gul |
Gum |
Gun |
Guo |
Gup |
Gur |
Gus |
Gut |
Guu |
Guv |
Guw |
Guy |
Guz
Die Liste der Biografien führt alle Personen auf, die in der deutschsprachigen Wikipedia einen Artikel haben. Dieses ist eine Teilliste mit 45 Einträgen von Personen, deren Namen mit den Buchstaben „Guh“ beginnt.

## Guh

### Guha
- Guha, Anton Andreas (1937–2010), deutscher Journalist und Autor
- Guha, Ramachandra (* 1958), indischer Neuzeithistoriker
- Guha, Ranajit (1923–2023), indischer Historiker

### Guhd
- Guhde, Edgar (1936–2017), deutscher Politiker (ödp) und Autor

### Guhe
- Guhel, Christiane (1932–2023), französische Eiskunstläuferin
- Guhel, Jean Paul († 1988), französischer Eiskunstläufer
- Guhel, René (1931–2011), französischer Fußballspieler

### Guhl
- Guhl, Andy (* 1952), Schweizer Improvisationsmusiker
- Guhl, Armin (1907–1981), Schweizer Zehnkämpfer
- Guhl, Bernhard (* 1972), Schweizer Politiker (BDP)
- Guhl, Ernst (1819–1862), deutscher Kunsthistoriker, Hochschullehrer und Radierer
- Guhl, Gustav (1910–1978), Schweizer Friseur und Unternehmer
- Guhl, Karl (1920–2008), deutscher Politiker (SPD), MdL
- Guhl, Ulrich (1838–1924), Schweizer reformierter Pfarrer und Politiker (FDP)
- Guhl, Willy (1915–2004), Schweizer Möbeldesigner, Produktgestalter und Innenarchitekt
- Guhl-Bonvin, Simone (1926–2013), Schweizer Malerin und Lithografin
- Guhle, Brendan (* 1997), kanadischer Eishockeyspieler
- Guhle, Hans († 1636), deutscher Feuerwerker und Büchsenmeister
- Gühler, Erich (1859–1911), deutscher Konteradmiral
- Guhlich, Anne (* 1982), deutsche Journalistin
- Guhling, Hartmut (* 1968), deutscher Jurist, Richter am Bundesgerichtshof
- Gühling, Johann Friedrich (1702–1772), deutscher evangelischer Theologe
- Gühlk, Gerda (1920–2003), deutsche Politikerin (SPD), MdHB
- Gühlk, Otto (1892–1978), deutscher Architekt
- Guhlke, Max (1883–1916), deutscher Lyriker und Literaturhistoriker

### Guhm
- Guhmann, Joseph (1762–1843), Beamter des Hochstifts Speyer und badischer Beamter
- Gühmann, Sylvie (* 1994), deutsche Autorin und Schriftstellerin

### Guhn
- Gühne, Eva Medusa (* 1961), deutsche SchauspielerinEva Medusa Gühne (* 1961)

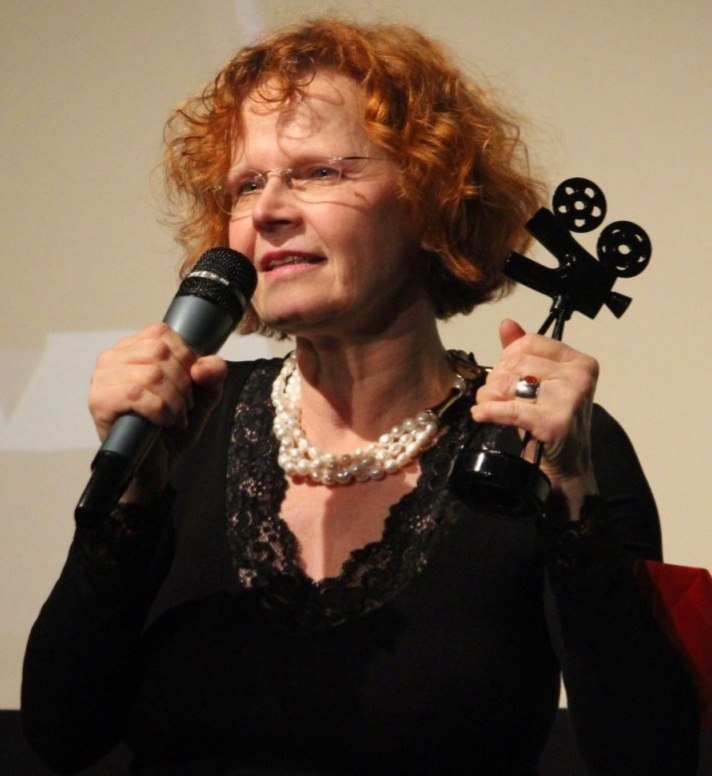
Eva Medusa Gühne (* 1961)

### Guhr
- Guhr, Carl (1787–1848), deutscher Geiger, Komponist, Theaterkapellmeister und Musikunternehmer
- Guhr, Carsten (* 1979), deutscher Kommunalpolitiker
- Guhr, Christin (* 1982), deutsche Volleyballspielerin
- Guhr, Friedrich Ernst († 1916), deutscher Unternehmer und Kommissionsrat
- Guhr, Friedrich Heinrich Florian (1791–1841), schlesischer Musiker, Komponist, Kantor und Musikdirektor
- Guhr, Hans (1868–1955), deutscher Generalmajor
- Guhr, Herbert (1917–1985), deutscher Politiker (FDP), MdL Bayern
- Guhr, Michael (1873–1933), karpatendeutscher Arzt
- Guhr, Richard (1873–1956), deutscher Maler, Bildhauer und Hochschullehrer
- Guhr, Sebastian (* 1983), deutscher Schriftsteller
- Guhrauer, Gottschalk Eduard (1809–1854), deutscher Literaturhistoriker
- Guhre, Werner (1919–2012), deutscher Fußballspieler
- Gührer, Robert (1963–2004), deutscher Motorrad-Bahnrennfahrer
- Gühring, Jakob (* 1998), deutscher Theater- und Filmschauspieler
- Gühring, Jörg (1935–2021), deutscher Unternehmer
- Gühring, Simon (* 1983), deutscher Baseballspieler

### Guht
- Guht, Michael (* 1973), deutscher Fußballspieler